# Frank Karlitschek

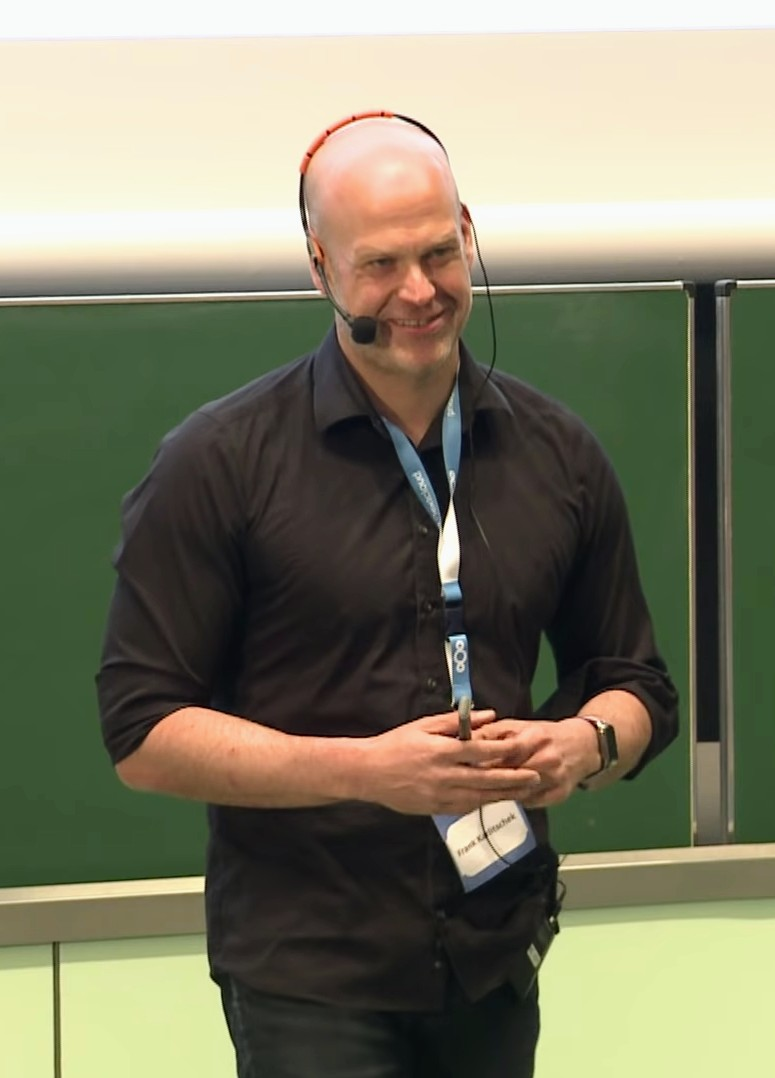
Frank Karlitschek (2018)

Frank Karlitschek (* 25. Juli 1973 in Reutlingen) ist ein deutscher Open-Source-Softwareentwickler aus Stuttgart, bekannt als Gründer und Entwickler der Cloud-Software ownCloud (2010) und deren Fork Nextcloud (2016).

## Leben
Frank Karlitschek studierte Informatik an der Eberhard Karls Universität Tübingen.

## Freie Software / KDE
Von 1998 bis 2004 leitete Frank Karlitschek ein Web-Entwicklungsteam bei einer Internet-Agentur und startete im Sommer 2001 die Community-Website KDE-Look.org und später GNOME-Look.org, um den offenen Entwicklungsprozess bei Freie-Software-Projekten zu fördern und auszubauen. Im Laufe der Zeit wuchsen diese Projekte immer mehr an und mit anderen Projekten (z. B. KDE-Apps.org) zusammen. Im Jahr 2007 gründete er sein erstes Startup hive01 GmbH und startete openDesktop.org als Webseitenverbund für über zwanzig Unterprojekte (KDE-Look.org, KDE-Apps.org, GNOME-Look.org, Open-PC u. a.). Von Juli 2009 bis Februar 2012 war er Mitglied im Vorstand und Vizepräsident des KDE e.V.
Die Plattform openDesktop.org wurde 2016 vom KDE e.V. übernommen, um Karlitschek die Möglichkeit zu geben, sich den Cloud-Projekten OwnCloud und Nextcloud zu widmen.

## Owncloud
Im Januar 2010 startete Karlitschek das freie Softwareprojekt ownCloud im Rahmen einer CampKDE Keynote und veröffentlichte im Juni 2010 die Version 1.0. Im November 2011 war er Mitbegründer der ownCloud Inc., die kommerziellen Support für ownCloud bot. Er war als CTO tätig und leitete die Produktentwicklung und die Beziehungen zur Community. Ende April 2016 verließ Karlitschek ownCloud Inc.

## Nextcloud
Fünf Wochen danach, im Juni 2016, startete Karlitschek den Fork Nextcloud, der stärker als ownCloud die Interessen der Entwickler- und Nutzer-Gemeinschaft berücksichtigen soll. Nahezu die komplette Entwicklermannschaft wechselte mit zur Nextcloud GmbH, die das Projekt kommerziell unterstützt.

## Weitere Aktivitäten
Karlitschek ist Aktivist für den Schutz der Privatsphäre und startete mehrere Initiativen, um das Internet sicherer und föderaler zu machen. Beispiele hierfür sind 2008 das Social-Desktop-Konzept, die Open Collaboration Services 2009, sowie 2012 das „User Data Manifesto“ bzw. 2015 das „User Data Manifesto 2.0“. Sein Blog titelt mit dem Statement Privacy is the foundation of democracy. Karlitschek ist ein regelmäßiger Hauptredner auf verschiedenen Konferenzen wie LinuxCon, Latinoware, openSUSE Conf und der KDE-Akademy.